# Schuschtar
Schuschtar (persisch شوشتر, DMG Šūštar, arabisch تستر, DMG Tustar), anders transkribiert auch Shushtar, ist eine antike Befestigungsstadt in der Provinz Chuzestan im Südwesten Irans. 2009 wurde das historische Bewässerungssystem von Schuschtar in die Liste des UNESCO-Weltkulturerbes aufgenommen.
Der antike Name der Stadt Šurkutir, der auf Tontafeln in Elamischer Sprache in Persepolis erwähnt wurde, lässt sich auf die elamitische Zeit zurückführen. Die heutige Bezeichnung der Stadt bezieht sich auf das benachbarte Susa (persisch شوش Schusch) und könnte als Steigerungsform des Namens interpretiert werden.

## Geschichte

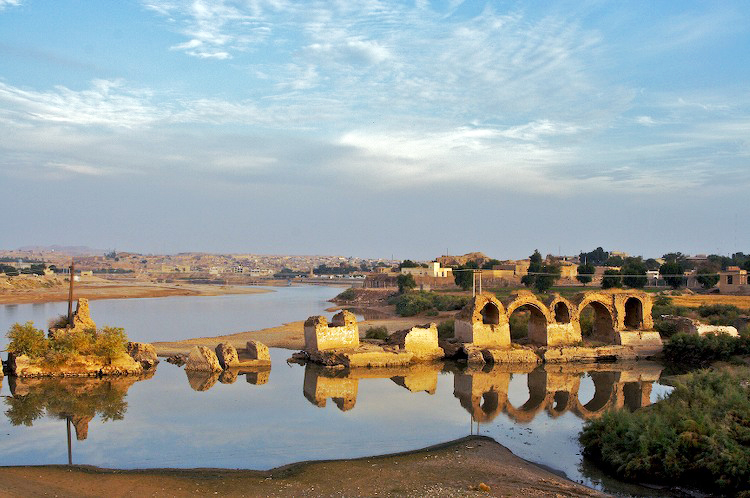
Die Brücke von Schuschtar, der am weitesten im Osten gelegene römische Ingenieurbau

Die Stadt befand sich auf der Persischen Königsstraße, die die elamische Hauptstadt Susa mit dem achämenidischen Persepolis verband. Alexander der Große überquerte den Karun-Fluss 331 v. Chr. an dieser Stelle. In der Spätantike bildete die Stadt ein wichtiges Zentrum des Christentums.
Während der Regentschaft der Sassaniden war Schuschtar eine Inselstadt am Karun. Dieser wurde in Kanälen um die Stadt herumgeführt. Brücken und Stadttore im Osten, Westen und Süden der Stadt machten sie zugänglich. Ein unterirdisches Kanalsystem von Qanaten versorgte die Stadt mit Wasser für den privaten Gebrauch und für die Bewässerung der Zuckerrohr-Felder, für die die Stadt bis heute berühmt ist und die bereits 226 n. Chr. bebaut wurden. Schon zu achämenidischer Zeit war hier mit dem Bau künstlicher Wasserfälle an einem Zufluss des Karun, dem Gargar-Fluss, begonnen worden, was unter den Sassaniden fortgeführt wurde und für die Zeit ungewöhnliche Bautechniken beanspruchte. Auch heute dienen einige von ihnen noch Bewässerungszwecken. das historische Bewässerungssystem von Schuschtar, Band-e Kaisar, ist seit 2009 UNESCO-Weltkulturerbes anerkannt.
Nach der Niederlage Kaiser Valerians im Jahr 260 n. Chr. wurden der persischen Überlieferung zufolge zahlreiche römische Soldaten zum Auf- und Ausbau des Bewässerungssystems von Schuschtar herangezogen. Der so entstandene Band-e Kaisar („Caesars Damm“), eine originelle Verbindung aus Bogenbrücke und Stauwehr, hatte eine Länge von 500 m und gilt als die östlichste Römerbrücke und römische Staumauer. Die Mehrzweckanlage übte einen tiefen Einfluss auf den iranischen Ingenieurbau aus und trug maßgeblich zur Entwicklung der sassanidischen Wasserbaukunst bei.

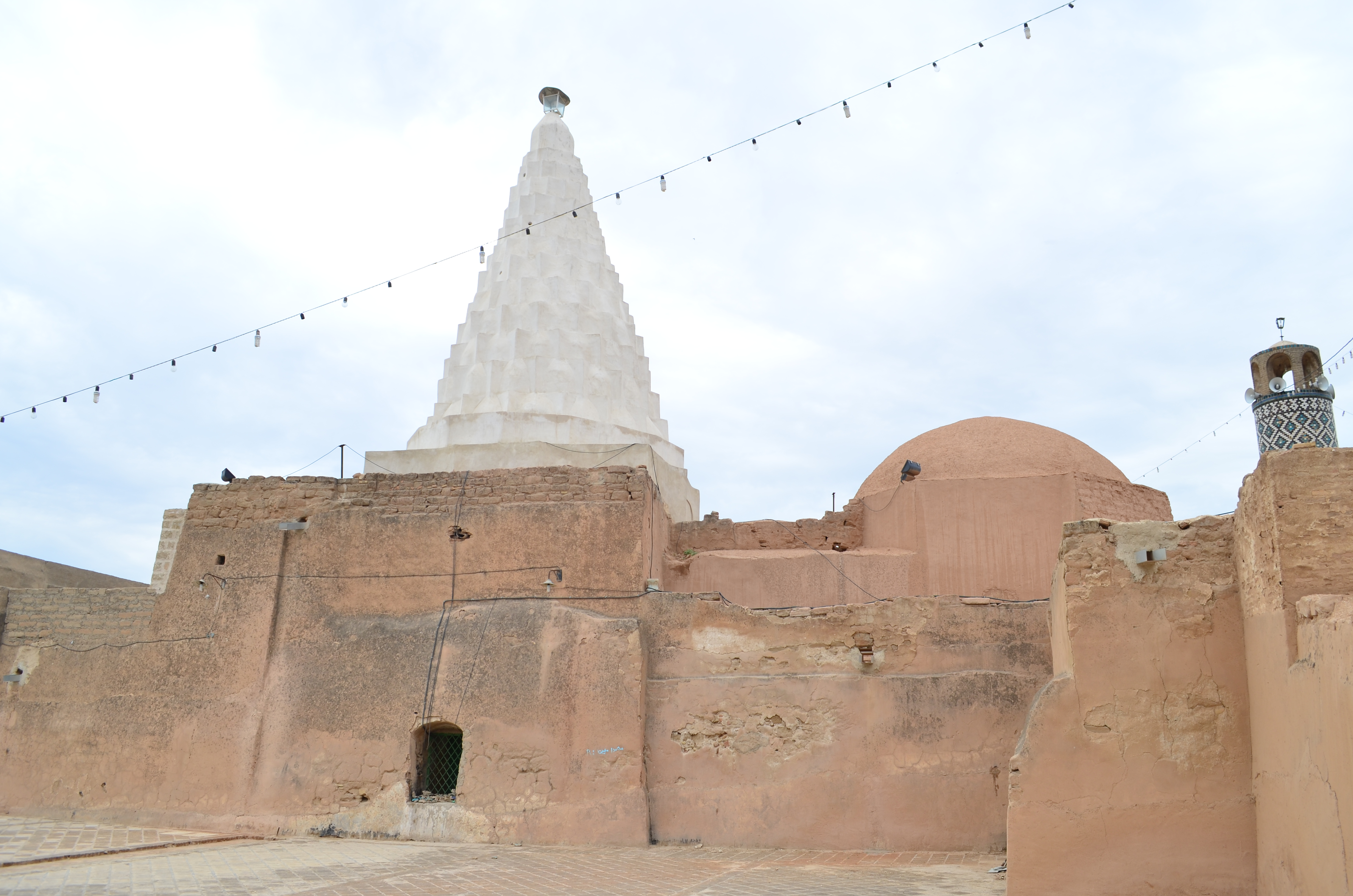
Imamzadeh Abdollah (Schrein)

Während des Kalifats von ʿUmar ibn al-Chattāb wurde Schuschtar von den Muslimen erobert. Das Grab ihres Anführers al-Barā' ibn Mālik, der bei der Eroberung der Stadt umkam, wurde noch lange in Schuschtar gezeigt.
Weitere Wassermühlen entstanden während der Regierungszeit der Safawiden, von denen heute noch einige erhalten sind. Im 19. Jahrhundert zerfiel das Bewässerungssystem allmählich, so dass die Stadt ihren Status als landwirtschaftliches Zentrum einbüßte.
Während der Regentschaft Mohammad Reza Pahlavis wurden Anstrengungen unternommen, die Landwirtschaft des Gebietes wieder anzukurbeln. In diesem Zusammenhang errichtete die Karun Agro-Industries Corporation eine Satellitenstadt, Shustar New Town (Neu-Schuschtar), um Unterbringungsmöglichkeiten für die Angestellten der hier entstandenen Zuckerrohrfabrik zu schaffen und der Stadt weitere Wachstumsmöglichkeiten zu eröffnen.
Heute ist der Ort ebenfalls für seine Möglichkeiten im Bereich des Wassersports bekannt.
Die Bewohner Schuschtars sprechen einen ihnen eigenen Dialekt, das sogenannte Schuschtari.

## Verkehr
Im Januar 1916 wurden in der Zitadelle von Schuschtar die Baumaterialien für eine 1 Meile (1,6 km) lange Decauville-Bahn sowie 1000 Spitzhacken und 1000 Schaufeln eingelagert.
2013 wurde die Stadt an das iranische Eisenbahnnetz mit einer 57 km langen, eingleisigen Strecke angeschlossen, die in Haft Tappeh von der Transiranischen Eisenbahn abzweigt.

## Persönlichkeiten
- Habib Asiod (1973–2023), politischer Aktivist